# 中世紀盛期
| 不列顛群島 - 愛爾蘭領地 - 威爾士親王國 - 英格蘭王國 - 蘇格蘭王國 - 奧克尼伯爵領（挪威） - 群島王國（挪威） 北歐 - 挪威領 - 瑞典帝國 - 丹麥王國 - 聖母之土 - 立陶宛大公國 東歐 - 波洛茨克公國 - 諾夫哥羅德共和國 - 基輔羅斯 - 韋亞卡地 - 伏尔加保加利亚 - 庫曼人 - 波蘭王國 - 匈牙利王國 - 古普魯士人 伊比利亞半島 - 葡萄牙王國 - 萊昂王國 - 卡斯提爾王國 - 納瓦拉王國 - 阿拉貢王冠 中歐 - 波西米亞王國 - 法蘭西王國 - 神聖羅馬帝國 | 亞平寧半島 - 義大利王國 - 科西嘉 - 薩丁尼亞王國 - 西西里王國 - 威尼斯共和國 巴爾幹 - 克羅地亞王國 - 塞爾維亞王國 - 保加利亞第二帝國 - 拜占庭帝國 高加索 - 亞美尼亞 - 可汗國 - 阿蘭王國 - 切爾克斯人 - 格魯吉亞王國 - 埃爾迪古茲王朝 近東 - 羅姆蘇丹國 - 塞浦路斯王國 - 沙-亞美尼領 - 末瓦列王朝 - 阿尤布王朝 - 安條克公國 - 的黎波里伯國 北非 - 穆瓦希德王朝 |

十字軍東征
- （實綫）第二東征
由法王路易七世、神羅康拉德三世領導
- （點綫）第三東征
由英王獅心理查、法王腓力二世、神羅腓特烈一世

Small map
中歐
圭爾夫家族、斯陶芬家族、阿斯坎尼家族的領土，1176年

| - 薩克森公國 - 勃蘭登堡侯國 - 法蘭肯公國 | - 士瓦本公國 - 巴伐利亞公國 |

中世纪盛期，指的是欧洲历史在11～13世纪時的一段較為和平的时期。此段時間內，中世纪的各種制度穩定發展至最高峰，並產出了大量精彩的中世紀文化，上接中世纪前期，下啟中世纪后期。
约1000年左右，西欧国家的政治结构变得更有组织了。维京海盗们在英伦三岛、法兰西和其他地区安定下来，斯堪的纳维亚的北欧基督教王国也得到了长足发展。马扎儿人在10世纪便停止了扩张的步伐，基督教的匈牙利王国于1000年在中欧建立。除了13世纪蒙古人的短暂入侵，主要的外族入侵活动停止了。
中世纪中期，不仅侵略者败下阵来，精干的国王走上舞台，识字率渐渐提高，而气候也格外宜人，特别是在北方。11世纪，阿尔卑斯山以北的欧洲人开始开垦新的土地，广袤的森林和沼泽被砍伐、种植和利用，包括一些因罗马帝国灭亡而荒芜的土地。密集的人群定居点已经超越了传统的法兰克疆界，德国的疆域此时东越易北河扩张了三倍。到13世纪中期，人口的增长已对经济发展起到的促进作用已十分显著，而有些地区直到19世纪也再没出现过类似发展。
强势的天主教会将欧洲各地的军队号召起来组成十字军，向占领圣地的塞尔柱土耳其人开战，并在地中海东岸建立了一些基督教国家。西欧发起的对波罗的海沿岸的殖民、对伊比利亚半岛和南意大利的征服等等，也为激增的人口进行移民迁徙行动提供条件。

随着中世纪晚期黑死病的爆发、无数的战乱和经济停滞，人口增长缓慢。

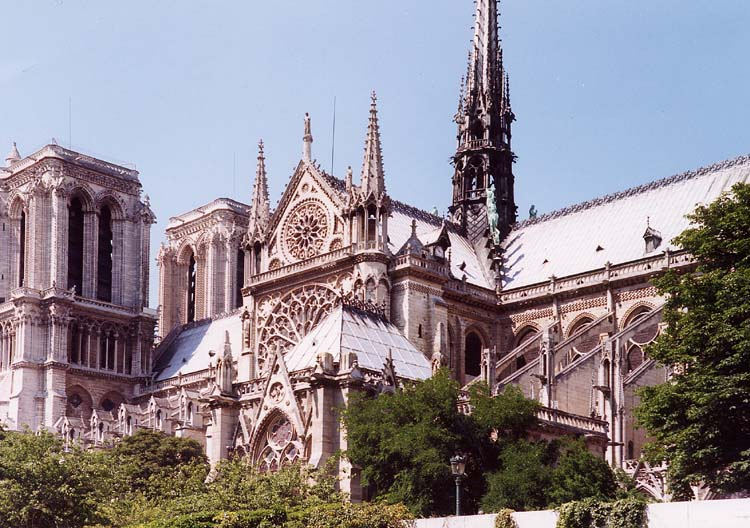
始建于1163年的巴黎圣母院的大教堂

中世纪中期我们看到西欧民族国家和意大利城邦的伟大发展，也看到了许多不同形式的文化艺术作品的诞生。亚里士多德的遗产重新受到重视，促使托马斯·阿奎那等思想家们发展了经院哲学；在建筑方面，著名的哥特式建筑多在此时建造。

## 中世紀盛期的精確時間軸
- 1054年 –東西教會大分裂
- 1066年 –黑斯廷斯戰役
- 1073年～1085年 –教宗額我略七世
- 1071年 –曼齊刻爾特戰役
- 1077年 –亨利四世步行至卡諾薩
- 1086年 –末日審判書
- 1086年 - az-Zallaqah 戰役
- 1088年 –博洛尼亞大學成立
- 1091年 – Levounion 戰役
- 1096年 –牛津大學成立
- 1096年～1099年 –第一次十字軍東征
- 1123年 –第一屆拉特蘭議會
- 1139年 –第二屆拉特蘭議會
- 1145年–1149 –第二次十字軍東征
- 1147年 -文德十字軍東征
- 1150年–巴黎大學成立
- 1155年–1190 –腓特烈一世巴巴羅薩
- 1159年 –漢薩同盟成立
- 1169年 –諾曼人入侵愛爾蘭
- 1185年 – 重建保加利亞帝國
- 1189年～1192年 –第三次十字軍東征
- 1200年～1204年 –第四次十字軍東征
- 1205年 –阿德里安堡戰役
- 1209年 –劍橋大學成立
- 1209年 –方濟各會成立
- 1209年～1229年 –阿爾比派十字軍東征
- 1212年 –拉斯納瓦斯德托洛薩戰役
- 1215年 –大憲章
- 1216年 – 承認多米尼加教團
- 1215年 –第四屆拉特蘭理事會
- 1217年～1221年 –第五次十字軍東征
- 1218年 –薩拉曼卡大學成立
- 1220年–1250 –腓特烈二世
- 1222年 –帕多瓦大學成立
- 1223年 – 批准方濟各會生活規則
- 1228年～1229年 –第六次十字軍東征
- 1230年 –普魯士十字軍東征
- 1230年 – Klokotnitsa 戰役
- 1237年～1242年 –蒙古入侵歐洲
- 1241年 –萊格尼察戰役和莫希戰役
- 1242年 –冰之戰
- 1248年～1254年 –第七次十字軍東征
- 1257年 –索邦大學成立
- 1261年 –拜占庭帝國重新征服君士坦丁堡。
- 1274年 –托馬斯·阿奎那 (Thomas Aquinas)去世；Summa Theologica出版
- 1277年～1280年 –伊瓦伊洛起義– 中世紀歐洲唯一成功的農民起義
- 1280年 –阿爾貝圖斯·馬格努斯 (Albertus Magnus)去世
- 1291年 –阿卡是近東最後一個歐洲前哨站，被哈利勒領導下的馬穆魯克人佔領。

## 腳註